# Finale de la Coupe des clubs champions européens 1955-1956
La Finale de la Coupe des clubs champions européens 1955-1956 est la première édition de cette coupe d’Europe (actuelle Ligue des champions). Elle oppose le club espagnol du Real Madrid au club français du Stade de Reims.
La finale se déroule au Parc des Princes à Paris. C'est le Real Madrid qui l'emporte sur le score de 4 buts à 3.

## Parcours respectifs
| Real Madrid CF       | Real Madrid CF | Real Madrid CF | Real Madrid CF | Tour                | Stade de Reims           | Stade de Reims | Stade de Reims | Stade de Reims |
| -------------------- | -------------- | -------------- | -------------- | ------------------- | ------------------------ | -------------- | -------------- | -------------- |
| Adversaire           | Total          | Aller          | Retour         | Tour                | Adversaire               | Total          | Aller          | Retour         |
| Servette FC          | 7 – 0          | 2 – 0 (E)      | 5 – 0 (D)      | Huitièmes de finale | AGF Århus                | 4 – 2          | 2 – 0 (E)      | 2 – 2 (D)      |
| FK Partizan Belgrade | 4 – 3          | 4 – 0 (D)      | 0 – 3 (E)      | Quarts de finale    | Budapest Vörös Lobogó SE | 8 – 6          | 4 – 2 (D)      | 4 – 4 (E)      |
| AC Milan             | 5 – 4          | 4 – 2 (D)      | 1 – 2 (E)      | Demi-finales        | Hibernian FC             | 3 – 0          | 2 – 0 (D)      | 1 – 0 (E)      |

## Finale
Le meneur de jeu argentin du Real Di Stefano sera considéré comme l'homme de cette finale. Les supporters madrilènes agiteront des mouchoirs blancs dans le stade pour célébrer la victoire. L'entraineur rémois Albert Batteux voulait, pour contrer une solide défense centrale madrilène, procéder par des offensives sur les côtés, en comptant notamment sur la vivacité des deux ailiers Michel Hidalgo et Jean Templin : cela devait  notamment permettre à l'avant-centre Raymond Kopa d'être moins cadenassé  dans l'axe. Cette stratégie fonctionna dans un premier temps, l'équipe espagnole étant repliée devant son but. Michel Leblond sera le premier buteur de la rencontre, sur un corner de Kopa à la 6e minute. Quatre minutes plus tard, la formation française double la mise par Jean Templin. Reims manque dans la foulée de tripler la mise. 
Ensuite Di Stefano réduit l'écart à la 14e, puis c'est un autre joueur argentin du Real, Hector Rial, qui égalise. Juste avant la mi-temps le gardien de but rémois René-Jean Jacquet verra le ballon percuter l'arête de la barre transversale.
En seconde période, à la 62e, le Stade de Reims reprend l'avantage par Michel Hidalgo. Le Real Madrid va ensuite avoir l'emprise sur le jeu. Deux réalisations signées Marquitos à la 67e et Rial à la 79e vont sceller définitivement le score de ce match. Il faut noter que Raymond Kopa avait avant cette finale signé au Real Madrid, il avait même entre-temps joué un match sous les couleurs merengue contre le club brésilien de Vasco de Gama.
Raymond Kopa affirmera plus tard que malgré la défaite, il considère que c'est la plus belle finale qu'il ait jouée dans sa carrière, compte tenu du score et de la manière dont elle a été jouée. 
| 13 juin 1956 | Real Madrid                                   | 4 - 3   | Stade de Reims                         | Parc des Princes, Paris                       |                                               |
| 20:30        | Di Stéfano 14e · Rial 30e 79e · Marquitos 67e | (2 - 2) | Leblond 6e · Templin 10e · Hidalgo 62e | Spectateurs : 38 239 Arbitrage : Arthur Ellis | Spectateurs : 38 239 Arbitrage : Arthur Ellis |
| 20:30        | Rapport                                       |         |                                        | Spectateurs : 38 239 Arbitrage : Arthur Ellis | Spectateurs : 38 239 Arbitrage : Arthur Ellis |

| Real Madrid | Stade de Reims |

|                          |    |                    |  |
|                          |    |                    |  |
| G                        | 1  | Juan Alonso        |  |
| D                        | 5  | Marquitos          |  |
| D                        | 2  | Ángel Atienza      |  |
| D                        | 3  | Rafael Lesmes      |  |
| M                        | 4  | Miguel Muñoz       |  |
| M                        | 6  | José María Zárraga |  |
| AT                       | 7  | Joseíto            |  |
| AT                       | 8  | Ramón Marsal Ribó  |  |
| AT                       | 9  | Alfredo Di Stéfano |  |
| AT                       | 10 | Héctor Rial        |  |
| AT                       | 11 | Francisco Gento    |  |
| Entraîneur :             |    |                    |  |
| José Villalonga Llorente |    |                    |  |

| G              | 1  | René Jacquet   |
| D              | 2  | Simon Zimny    |
| D              | 5  | Robert Jonquet |
| D              | 3  | Raoul Giraudo  |
| M              | 4  | Michel Leblond |
| M              | 6  | Robert Siatka  |
| AT             | 7  | Michel Hidalgo |
| AT             | 8  | Léon Glowacki  |
| AT             | 9  | Raymond Kopa   |
| AT             | 10 | René Bliard    |
| AT             | 11 | Jean Templin   |
| Entraineur :   |    |                |
| Albert Batteux |    |                |

| Assistants de l'arbitre : J. Parkinson Tommy Cooper |